# Doris Margreiter

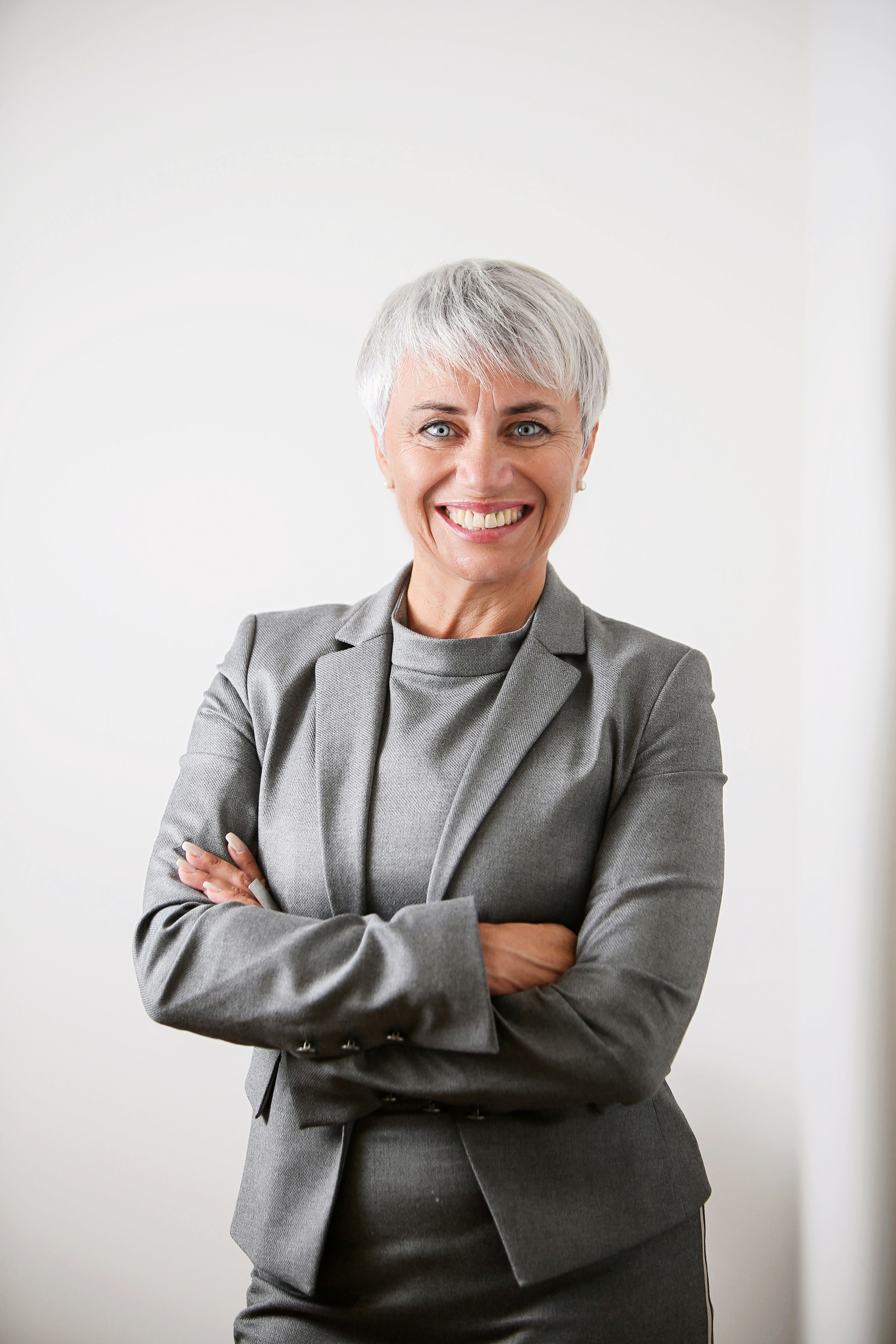
Doris Margreiter (2017)

Doris Margreiter (* 14. November 1968 in Ried in der Riedmark, Oberösterreich) ist eine österreichische Politikerin der Sozialdemokratischen Partei Österreichs (SPÖ). Vom 9. November 2017 bis zum 22. Oktober 2019 war sie Abgeordnete zum Nationalrat, seit dem 3. Dezember 2020 ist sie Abgeordnete zum Oberösterreichischen Landtag.

## Leben

### Ausbildung und Beruf
Doris Margreiter besuchte nach der Volksschule in Tragwein und Ennsdorf die Hauptschule in Enns und die Höhere Lehranstalt für wirtschaftliche Berufe in Perg. Nach der Matura war sie unter anderem in einer Wirtschaftsauskunftei in Linz tätig. 2008 erfolgte der Schritt in die Selbständigkeit im Bereich Büroorganisation und Büroservice. Im November 2019 wurde bekannt, dass sie Susanne Pollinger als Geschäftsführerin der Kinderfreunde Oberösterreich nachfolgt.

### Politik
Von 2014 bis 2021 fungierte sie als Präsidentin des Sozialdemokratischen Wirtschaftsverbandes (SWV) Oberösterreich. Doris Margreiter war Mitglied im Hauptverband der österreichischen Sozialversicherungsträger und war Mitglied im erweiterten Präsidium der Wirtschaftskammer Oberösterreich, wo sie unter anderem stellvertretende Landesspartenobfrau in der Sparte Information und Consulting war. Von 2016 bis 2021 gehörte sie dem Bundesparteivorstand der SPÖ an.
Bei der Nationalratswahl 2017 kandidierte sie für den Regionalwahlkreis Hausruckviertel. Am 9. November 2017 wurde sie in der Konstituierenden Sitzung der XXVI. Gesetzgebungsperiode als Abgeordnete zum Nationalrat angelobt. Bei der Nationalratswahl 2019 kandidierte sie im Regionalwahlkreis Hausruckviertel hinter Petra Wimmer an zweiter Stelle, erreichte jedoch kein Mandat und schied daher mit 22. Oktober 2019 aus dem Nationalrat aus.
Ende 2019 wurde sie als Nachfolgerin von Peter Groiß zur geschäftsführenden Bezirksvorsitzenden der SPÖ im Bezirk Vöcklabruck bestellt. Im Oktober 2020 wurde sie auf der Bezirkskonferenz der SPÖ-Bezirksorganisation Vöcklabruck zur Bezirksparteivorsitzenden sowie zur Bezirksspitzenkandidatin für die Landtagswahl 2021 gewählt. Ende November 2020 legte Christian Makor-Winkelbauer alle politischen Funktionen zurück, Margreiter übernahm mit 3. Dezember 2020 sein Landtagsmandat.